# 馬普里克縣
3°37′37″S 143°03′05″E / 3.6269°S 143.0514°E
馬普里克縣（英語：Maprik District），是巴布亞新畿內亞東塞皮克省的縣份之一，位於新畿內亞島東部，首府設於馬普里克，面積1,097平方公里，2011年人口72,235，人口密度每平方公里66人。